# Травля на рабочем месте
Травля на рабочем месте (англ. Workplace bullying) — это плохое обращение на рабочем месте, причиняющее физический и/или эмоциональный вред. Она может включать такие тактики, как вербальное, невербальное, психологическое и физическое насилие, а также унижение.
Эта разновидность проявления агрессии на рабочем месте вызывает особые трудности, поскольку, в отличие от обычной травли, на рабочих местах обидчики часто действуют в рамках правил и линий поведения, установленных в организации и в обществе. В большинстве случаев издевательства на рабочем месте осуществляются теми, кто занимает руководящую должность по отношению к жертве. Однако жертвами травли могут быть также равные по рангу или подчинённые.
Существуют исследования влияния травли в более широком организационном контексте, а также процессов на уровне группы, которые оказывают влияние на возникновение и поддержание травли. Травля может быть скрытой или открытой, иногда незаметной для руководства, но при этом хорошо известной в организации. Негативные последствия имеют место не только в отношении лиц, ставших объектом травли, но также могут привести к снижению морального духа сотрудников и изменению организационной культуры. Она также может проявляться в виде властного надзора, постоянной критики и препятствования продвижению по службе.

## Определения
Хотя общепринятого официального определения травли на рабочем месте не существует, а некоторые исследователи даже сомневаются, возможно ли единое определение из-за его сложных и многогранных форм, но несколько исследователей попытались дать ему определение:
- Согласно широко используемому определению Олвеуса, «[Травля на рабочем месте — это] ситуация, в которой один или несколько человек систематически и в течение длительного периода времени воспринимают себя как получателя негативного обращения со стороны одного или нескольких человек, в ситуации, когда человеку (людям), подвергающемуся такому обращению, трудно защититься от этого обращения»[5].
- По мнению Эйнарсена, Хоэля, Цапфа и Купера, «Травля на работе означает преследование, оскорбление, социальное исключение кого-либо или негативное влияние на выполнение кем-либо рабочих задач». Для того чтобы ярлык травли (или моббинга) можно было применить к определённому виду деятельности, взаимодействию или процессу, он должен происходить неоднократно и регулярно (например, еженедельно) и в течение определённого периода времени (например, около шести месяцев). Издевательство — это эскалация процесса, в ходе которого человек, которому противостоят, оказывается в неполноценном положении и становится объектом систематических негативных социальных действий[6].
- Согласно Трейси, Лутген-Сандвик и Альбертсу, исследователям, связанным с проектом «Wellness and Work-Life»[7] Университета штата Аризона, буллинг на рабочем месте чаще всего представляет собой «комбинацию тактик, в которой используются многочисленные виды враждебного общения и поведения»[8].
- Гэри и Рут Намие определяют травлю на рабочем месте как «повторяющееся, вредящее здоровью плохое обращение, словесные оскорбления или поведение, которое является угрожающим, унижающим, запугивающим или саботирующим, мешающим работе, или какая-то комбинация этих трех действий»[9].
- Памела Лутген-Сандвик расширяет это определение, утверждая, что травля на рабочем месте — это «постоянная вербальная и невербальная агрессия на работе, которая включает личные нападки, социальный остракизм и множество других болезненных сообщений и враждебных взаимодействий»[10].
- Кэтрин Маттис и Карен Гарман определяют травлю на рабочем месте как «систематическое агрессивное общение, манипулирование работой и действия, направленные на унижение или унижение одного или нескольких человек, которые создают нездоровый и непрофессиональный дисбаланс власти между обидчиком и объектом (объектами), приводят к психологическим последствиям для объектов и коллег, а также наносят огромный денежный ущерб итоговым показателям организации»[11].
- Доктор Ян Кирчер пытается дать новое определение буллингу на рабочем месте, который она называет постоянной агрессией на рабочем месте, как проблеме, рассматриваемой в основном через призму индивидуальных конфликтов, и превратить её в проблему организационной культуры, утверждая: «Одно из самых больших заблуждений, которое люди имеют о травле на рабочем месте, заключается в том, что она похож на конфликт, и поэтому постоянная агрессия на рабочем месте рассматривается как конфликт». Однако, по мнению Кирчера, такой подход вреден и фактически мешает организациям эффективно предотвращать, обрабатывать и разрешать ситуации буллинга в рабочей среде[12].
- Наиболее распространенный тип жалоб, подаваемых в Комиссию по равным возможностям в сфере занятости США, связан с возмездием, когда работодатель преследует или запугивает сотрудника за то, что тот возражает против незаконной дискриминации. Патриция Барнс, автор книги «Пережить булли, королеву пчел и психопатов на рабочем месте», утверждает, что работодатели, которые запугивают, являются важнейшим, но часто упускаемым из виду аспектом проблемы в США[13].

Поскольку травля может проявляться в различных контекстах и формах, полезно также определить издевательства на рабочем месте по ключевым признакам, которыми обладают эти формы поведения. Травля характеризуются:
- Повторяемость (происходит регулярно)
- Длительность (носит продолжительный характер)
- Эскалация (усиление агрессии)
- Неравенство сил (объект не имеет возможности успешно защищаться)
- Приписываемый умысел

Это отличает травлю от изолированного поведения и других форм стресса на работе и позволяет применять термин «травля на рабочем месте» в различных контекстах и к поведению, отвечающему этим характеристикам. Многие наблюдатели согласны с тем, что травля — это часто повторяющееся поведение. Однако некоторые эксперты, имевшие дело с большим количеством людей, которые сообщают о жестоком обращении, также относят к травле некоторые однократные события, например, случаи, когда возникают тяжелые последствия. Расширение общего понимания травли до единичных, тяжелых эпизодов также параллельно с юридическими определениями сексуального домогательства в США.
По мнению Памелы Лутгин-Сандвик, отсутствие единого термина для названия явления травли на рабочем месте является проблемой, поскольку без единого термина или фразы людям трудно назвать свой опыт насилия и, следовательно, трудно добиться справедливости в отношении травли. В отличие от сексуальных домогательств, которые назвали конкретную проблему и теперь признаны в законодательстве многих стран, травля на рабочем месте ещё только формируется как актуальная социальная проблема и нуждается в специальном языке.
Эвфемизмы, призванные тривиализировать травлю и его воздействие на людей, подвергшихся травле, включают: неуживчивый, неуважительный, трудный человек, конфликтная личность. На людей, над которыми издеваются, навешивают ярлык непокорных, когда они сопротивляются издевательскому обращению.
Точного определения поведения травли на рабочем месте не существует, поэтому распространены различные термины и определения. Например, моббинг — широко используемый термин во Франции и Германии, где он относится к «толпе» хулиганов, а не к одному хулигану; в других странах это явление встречается нечасто. В США часто используются термины агрессия и эмоциональное насилие, в то время как в Финляндии предпочитают термин «харассмент». Термин «травля на рабочем месте» используется в основном в Австралии, Великобритании и Северной Европе. Хотя термины «харассмент» и «моббинг» часто используются для описания поведения травли, «травля на рабочем месте», как правило, является наиболее часто используемым термином в исследовательском сообществе.

## «Целую верхнего, бью нижнего»
Обидчик на рабочем месте может быть уважительным в общении с высшим руководством, но противоположным в отношениях с теми, кем он руководит: «Целую верхнего, бью нижнего» (англ. Kiss up kick down). Обидчики склонны заискивать перед начальством, запугивая подчиненных. Они могут быть социально популярны среди других руководителей, включая тех, кто будет решать их судьбу. Часто обидчики на рабочем месте овладевают тактикой «Целую верхнего, бью нижнего», которая позволяет скрыть их агрессивную сторону от начальства, проверяющего их работу.
Следствием стратегии «Целую верхнего, бью нижнего» является следующее:
- Обидчик держит цель в постоянном стрессе;
- Основа власти обидчика — страх, а не уважение;
- Обидчик скрывает информацию от подчиненных и поддерживает информационный поток только сверху вниз;
- Обидчик обвиняет в конфликтах и проблемах некомпетентность подчиненного, его плохое отношение или недостатки характера;
- Обидчик создает неестественную рабочую среду, в которой люди постоянно ходят в «образах» и вынуждены вести себя так, как они обычно не ведут себя.

Поток упрёков в организации может быть основным показателем прочности и целостности организации. Упрёки, стекающаяся вниз, от руководства к сотрудникам, или по бокам между специалистами или партнерскими организациями, указывает на провал организации. В «культуре упрёков» решение проблем заменяется уходом от ответственности. Перепутанные роли и обязанности также способствуют формированию культуры упрёков. Культура упрёков снижает способность организации принимать адекватные меры для предотвращения перерастания мелких проблем в неконтролируемые ситуации. Ряд проблем, выявленных в организациях с культурой упрёков, противоречит передовой практике организаций высокой надежности. Всемирная организация здравоохранения считает культуру упрёков серьёзной проблемой в организациях здравоохранения, рекомендуя продвигать культуру отсутствия вины, или просто культуру, как средство повышения безопасности пациентов.

## Типология поведения при травле
С некоторыми вариациями, следующая типология поведения травли на рабочем месте была принята рядом академических исследователей. В этой типологии используются пять различных категорий.
1. Угроза профессиональному статусу — включая принижающие мнения, публичное профессиональное унижение, обвинения в недостатке усилий, запугивающее использование процедур поддержания дисциплины или компетентности.
2. Угроза личному статусу — включая подрыв личной целостности, деструктивные намеки и сарказм, неуместные шутки в адрес объекта, постоянные придирки, обзывания, оскорбления, запугивание.
3. Изоляция — в том числе препятствование доступу к возможностям, физическая или социальная изоляция, сокрытие необходимой информации, игнорирование или исключение объекта из процесса.
4. Переутомление — включая чрезмерное давление, невыполнимые сроки, ненужные сбои в работе.
5. Дестабилизация — включая непризнание хорошей работы, распределение бессмысленных задач, снятие ответственности, неоднократные напоминания о промахах, настраивание цели на неудачу, смена целей без уведомления цели.

## Тактики
Исследования Института травли на рабочем месте показывают, что ниже перечислены 25 наиболее распространенных тактик травли на рабочем месте:
- Ложно обвинял кого-то в «ошибках», которых на самом деле не совершал (71 %)
- Пристально смотрел, невербально запугивал и явно демонстрировал враждебность (68 %)
- Несправедливо сбрасывал со счетов мысли или чувства человека (оценка «это глупо») на совещаниях (64 %)
- Использовал «молчаливое отношение», чтобы отстраниться и отделиться от других (64 %)
- Проявлял неконтролируемые перепады настроения в присутствии группы (61 %)
- Придумывали на ходу правила, которым не следовали даже они сами (61 %)
- Пренебрегали удовлетворительным или образцовым качеством выполненной работы, несмотря на доказательства (дискредитация) (58 %)
- Жестко и постоянно критиковали, имея другой стандарт для цели (57 %)
- Запустил или не смог остановить деструктивные слухи или сплетни о человеке (56 %)
- Побуждал людей настроиться против того, кого мучают (55 %)
- Выделяли и изолировали одного человека от других сослуживцев, социально или физически (54 %)
- Публично демонстрировал грубое, недостойное, но не противозаконное поведение (53 %)
- Кричали, вопили, устраивали истерики на глазах у других, чтобы унизить человека (53 %)
- Присваивал чужие заслуги (плагиат) (47 %)
- Злоупотреблял процессом оценки, солгав о результатах работы человека (46 %)
- Объявляли человека «непокорным» за невыполнение произвольных команд (46 %)
- Использовал конфиденциальную информацию о человеке, чтобы унизить его в частном или публичном порядке (45 %)
- Применял ответные меры против человека после подачи жалобы (45 %)
- Словесные унижения/оскорбления по признаку пола, расы, акцента, возраста или языка, инвалидности (44 %)
- Назначал нежелательную работу в качестве наказания (44 %)
- Предъявляли нереальные требования (объем работы, сроки, обязанности) к человеку, которого выделяли (44 %)
- Развернул необоснованную кампанию по отстранению человека от работы; работодатель не остановил эти усилия (43 %)
- Побуждали человека уволиться или перейти на другую работу, чтобы не сталкиваться с новым жестоким обращением (43 %)
- Саботировал вклад человека в достижение командной цели и вознаграждение (41 %)
- Обеспечил провал проекта человека, не выполняя необходимые задачи, такие как подписание документов, ответы на звонки, работа с сотрудниками (40 %)